# Amina Melendro de Pulecio
Amina Melendro de Pulecio (Ibagué; 31 de mayo de 1909-Ibagué; 3 de abril de 2009) fue una maestra de Música, músico y pedagoga colombiana, hija de Mariano Martin Melendro Varón y de Encarnación Serna Vidales.
Ilustre ibaguereña que dedicó su vida al Tolima desde la enseñanza de la música y la construcción de sociedad a través de la música como instrumento de paz y reconciliación, fueron amigos de su casa Eduardo Santos, Alfonso López Pumarejo, Darío Echandía y Antonio Rocha, entre otros.
En 1921 ingresa al Conservatorio del Tolima, y toma como instrumento de estudio el piano, inducida por su madre. Gracias a su tenacidad para el año 1934 fue vinculada como docente y su espíritu la involucra como designada representante ante el Consejo Directivo de esta institución. Para el año de 1953 es nombrada subdirectora iniciando aquí su trabajo para institucionalizar el bachillerato musical hoy Conservatorio de Ibagué que es reconocido mediante resolución número 008 del 14 de diciembre de 1959, ese mismo año el entonces gobernador del Tolima Darío Echandía, la nombra rectora del recién creado bachillerato musical. con un Plan de estudios único en Colombia, para atender a los niños que venían de los sectores menos favorecidos, brindándoles se formaran como instrumentistas sinfónicos. El 28 de enero de 1960, mediante la Resolución n.º 177 fue reconocida su propuesta educativa que se aprobó definitivamente por Resolución n.º 4833 del 20 de diciembre de 1968. Sin detener su esfuerzo instaura el bachillerato nocturno mediante Resolución n.º 9187 de 1976.
Con los bachilleratos como el semillero musical alcanza su programa educativo nivel universitario para el año 1983. En el año 1986 abandona el cargo de rectora de los bachilleratos musicales y es designada rectora encargada de la Institución Musical del Nivel Universitario, cargo que desempeñaría hasta el 31 de mayo de 1999.
Participó de lado del Maestro Castilla en la organización del I Congreso Nacional de la Música del 15 al 16 de enero de 1936. Son de recordar cómo sus obras el Concurso Polifónico en 1977 y convocados cada dos años, evento realizado hasta el año 1994 o el programa, Nuestra Música aprobado con resolución 038-A del 24 de febrero de 1998 para ayuda para los habitantes de las veredas, a hacer y mejorar su música.
Amina Melendro de Pulecio despertó inmenso cariño para una nación, dedicó su vida entera a la enseñanza de la música sin presentar asomos de fatiga, durante casi 60 años dirigió con una dinámica incomparable el Conservatorio de Música. De ánimo sencillo y alejada de la etiqueta gozo del chocolate y bizcochos servidos en bandeja de barro sobre puesta a una de plata.
La señora Amina Melendro de Pulecio comprendió la palabra «Conservatorio» como la institución en la que se imparten educación en las artes y fue la música el arte, oficio, profesión y vida que ella eligió. Su pertenecía con el conservatorio radicaba en que este lugar fue su casa de niña, y los instrumentos musicales sus juguetes.
Para ella la música suaviza el espíritu y lo uso para reconciliar la violencia propia de su nación cambiando el horror, por la música en la que aprendieron a sonreír y a socializar. Debe reconocerse que hizo de ella un monumento al espíritu con una tenacidad envidiable que toco hasta la base misma de la sociedad tolimense. Gracias a ella, Ibagué ostenta el título de Ciudad Musical en Colombia. 
Se dedicaron las siguientes palabras en honor a doña Amina Melendro de Pulecio:

"Queremos hoy, hacer un homenaje a este esfuerzo centenario del Tolima, que el país entero aplaude. Hacer un homenaje al maestro Alberto Castilla, visionario. Un homenaje a la maestra Amina Melendro de Pulecio. En 1959, fue promovida como directora del Conservatorio, era gobernador del Tolima ese patriota ejemplar, el expresidente Darío Echandía y durante muchos lustros y décadas, la maestra Amina se confundió ella misma con el Conservatorio, el país identificaba en el Tolima, en igual grado al Conservatorio de Música y a la maestra Amina Melendro de Pulecio. A todos ellos nuestro más sentido homenaje".
Álvaro Uribe Vélez.
Presidente de la República de Colombia

"Gracias a Doña Amina Melendro de Pulecio, Colombia cuenta con una política pública para la música que se concreta en el Plan Nacional de Música para la Convivencia. Esta política es un proceso que avanza animado por la gran diversidad de expresiones musicales del país, por su capacidad de relacionarse y valorase mutuamente y por el avance del acceso a todos a una educación,
básica para el desarrollo integral del ser humano. El Plan Nacional de Música es una política que tiene fuertes raíces en la musicalidad de los colombianos y en el trabajo visionario y pionero de personas como doña Amina Melendro de Pulecio a quien hoy honramos y acompañamos con el reconocimiento de toda una Nación."
Paula Marcela Moreno Zapata
Ministro de Cultura de Colombia